# Tosca (banda)
Tosca es un proyecto de música electrónica creado por los músicos austríacos Richard Dorfmeister y Rupert Huber en 1997.
Tras el inicio de Kruder y Dorfmeister en 1994, Tosca fue el segundo proyecto en el que el DJ Richard Dorfmeister tomó parte con su primer simple, Opera, que salió a la luz en 1997. Opera fue el nombre del primer álbum que Tosca editó con la empresa discográfica G-Stone Recordings. Activo desde entonces, el proyecto ha lanzado varios álbumes hasta el presente. Su última realización, de 2017, es going going going.
En 2001 y 2004, Tosca fue nominado al premio nacional austríaco de música "Amadeus", en la categoría grupo nacional de música pop.

## Discografía
- Opera (1997)
- Fuck Dub Remixes (1997)
- Chocolate Elvis Dubs (1999)
- Suzuki (2000)
- Suzuki in Dub (2000)
- Different Tastes of Honey (2001)
- Dehli 9 (2003)
- J.A.C (2005)
- Souvenirs (2006)
- No Hassle (2008)
- Odeon (2013)
- Outta Here (2014)
- Going Going Going (2017)
- I’m #ELSRDLM (2021)
- Osam (2022)
- Dheli 9 (2023)

## Otros datos
- El álbum Suzuki está dedicado al maestro Zen Shunryu Suzuki.
- J. A. C., el cuarto álbum de la banda, fue denominado así por las iniciales de Joshua, Arthur y Conrad, hijos de los integrantes de la misma.
- Otra teoría sobre el álbum J. A. C es que está dedicado a Julian Atienza Clemente.